# Furcoppia americana
Furcoppia americana är en kvalsterart som beskrevs av Pérez-Íñigo och Baggio 1994. Furcoppia americana ingår i släktet Furcoppia och familjen Astegistidae. Inga underarter finns listade i Catalogue of Life.